# Anita Jørgensen
Anita Jørgensen (født 26. november 1942) er en dansk kunstner.
Anita Jørgensen er bedst kendt som billedhugger, men arbejder også med maleri og kunstinstallationer. Hun har bl.a. lavet Lyngby-Taarbæk Bibliotekernes vartegn, "Søjle med glasstak" i 1994, skulpturer til Ballerup Rådhus og Døve-Blinde skolen i Ålborg.
Hun har udstillet internationalt bl.a. i Galleri Keller i Paris, Forum i Hamburg og Maison de la culture d'Amiens.
I 2019 blev Jørgensen tildelt Statens Kunstfonds livsvarige hædersydelse  som én af de til alle tider i alt 275 modtagere